# Barnettia caprai
Barnettia caprai är en nässeldjursart som beskrevs av Peter Schuchert 1996. Barnettia caprai ingår i släktet Barnettia och familjen Pandeidae. Inga underarter finns listade i Catalogue of Life.